# Deutscher Bankangestellten-Verband

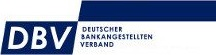
Logo des Deutschen Bankangestellten-Verbandes

| DBV Deutscher Bankangestellten-Verband Gewerkschaft der Finanzdienstleister | DBV Deutscher Bankangestellten-Verband Gewerkschaft der Finanzdienstleister |
| --------------------------------------------------------------------------- | --------------------------------------------------------------------------- |
|                                                                             |                                                                             |
| Vereinsdaten                                                                |                                                                             |
| Verbände:                                                                   | 6 Regionalverbände                                                          |
| Mitglieder:                                                                 | 20.600                                                                      |
| Bundesvorstand                                                              |                                                                             |
| Vorsitzender:                                                               | Stephan Szukalski                                                           |
| Stv. Vorsitzender:                                                          | Jürgen Tögel                                                                |
| Stv. Vorsitzender:                                                          | Ulrich Probst                                                               |
| Stv. Vorsitzender:                                                          | Stefan Linden                                                               |
| Internet                                                                    |                                                                             |
| Website:                                                                    | dbv-gewerkschaft.info                                                       |

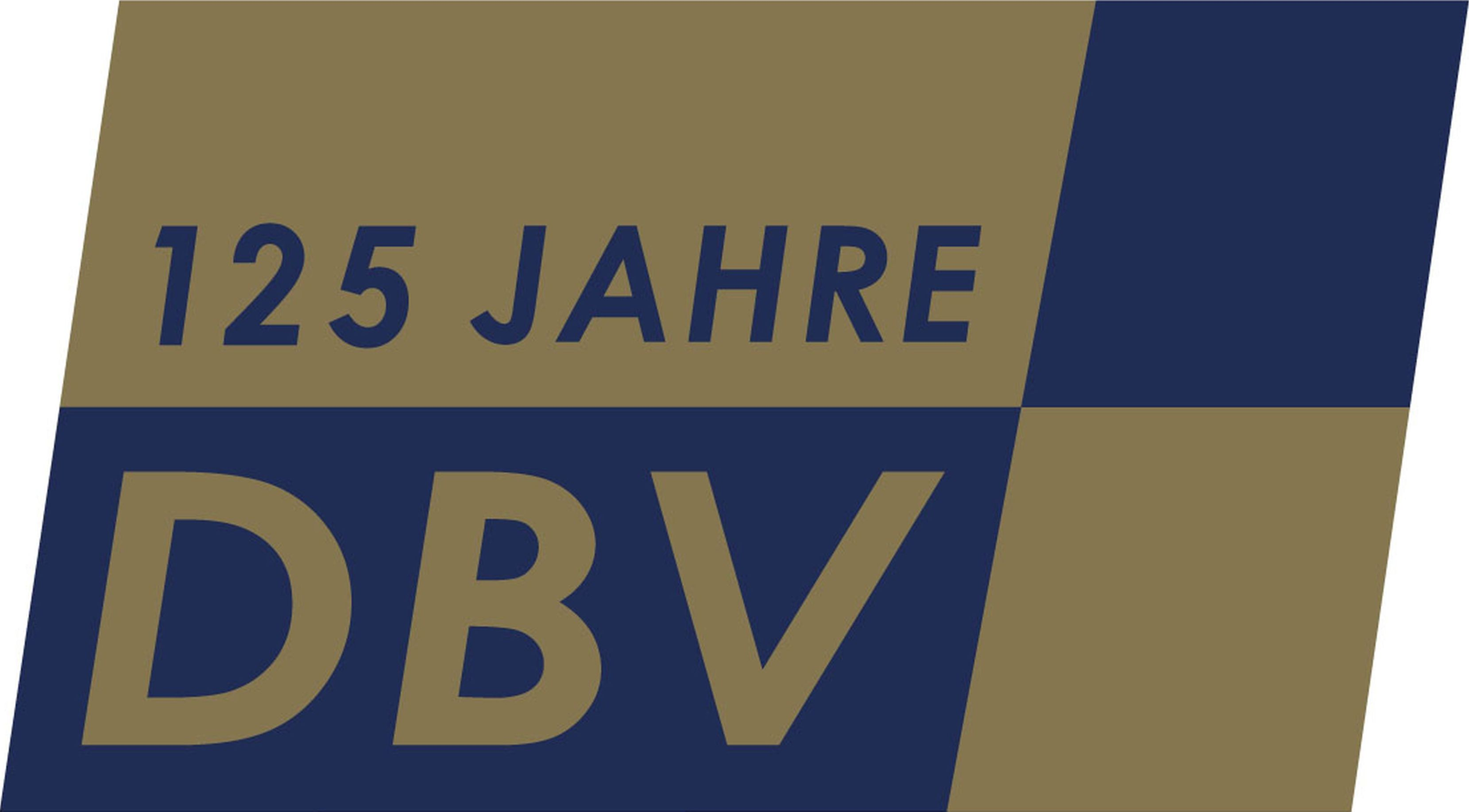
2019: Der DBV wird 125

Der Deutsche Bankangestellten-Verband (DBV) ist eine verbandsunabhängige Gewerkschaft für Angestellte von Finanzdienstleistern mit Hauptgeschäftsstelle / Sitz in Düsseldorf. Er ist beim Amtsgericht Düsseldorf im Vereinsregister unter der Nummer VR 3723 mit dem Namen Deutscher Bankangestellten-Verband e. V. – nachfolgend: DBV-Gewerkschaft der Finanzdienstleister – eingetragen. Er hat 20.600 Mitglieder (Stand: Mai 2022) und ist damit die zweitgrößte Gewerkschaft in der Finanzbranche (Banken, Versicherungen und Tochtergesellschaften). Der DBV versteht sich als unabhängige Alternative zu den DGB-Gewerkschaften. Er ist Tarifpartner des privaten Bankgewerbes, der Genossenschaftsbanken, der öffentlichen Banken, des privaten Versicherungsgewerbes und in zahlreichen Haustarifverträgen. Er wurde am 16. Mai 1894 in Magdeburg durch 56 Angestellte des privaten Bankgewerbes als Deutscher Bankbeamten-Verein gegründet.

## Geschichte
Während des Kaiserreichs und der Weimarer Republik war der DBV die größte Gewerkschaft im Bankensektor. Der Organisationsgrad in der Branche betrug Anfang der 1920er Jahre in der Spitze 80 bis 90 % der Angestellten. Er war maßgeblich an der Gründung des Renten-Versorgungswerks im Bankgewerbe, dem BVV, im Jahre 1909 beteiligt – und trägt bis heute im Aufsichtsrat dieses Rententrägers Verantwortung. 1920 erreichte der DBV den Abschluss des ersten landesweit einheitlichen Tarifvertrags für das Bankgewerbe durch mehrmonatige Streiks. Im selben Jahr erfolgte die Übernahme des konkurrierenden Vereins der Bankbeamten.
1919 wurden erstmals Frauen Mitglieder des DBV. Zu diesem Zeitpunkt waren nur rund 10 % der Bankbeschäftigten weiblich. Nach Überwindung der Hyperinflation 1923 gingen die Beschäftigtenzahlen im Bankengewerbe massiv zurück, dies spürte auch der DBV durch Mitgliederschwund. Zu einer Stabilisierung kam es in der Folge erst ab 1929 als Folge der Weltwirtschaftskrise, die die Bankenlandschaft stark betraf – und Beschäftigte Unterstützung in einer Gewerkschaft suchten. Doch es kam bald das Ende als freie Organisation: Im Jahre 1933 wurde der langjährige DBV-Vorsitzende Max Fürstenberg (1872–1934, Vorstandsmitglied seit 1903) durch Beschluss des Reichsarbeitsministeriums neben einer Vielzahl weiterer demokratischer Funktionäre aus dem Amt entfernt und der DBV gleichgeschaltet. Kurz darauf ging der DBV ging auf dem Umweg über den Deutschnationalen Handlungsgehilfen-Verband schließlich in der Deutschen Arbeitsfront (DAF) auf. Das Vermögen von zu dieser Zeit rund 1 Million Reichsmark wurde eingezogen. Max Fürstenberg verstarb Ende Juni 1934 während des "Röhm-Putsches". Die genauen Umstände sind unklar, jedoch legen sein Eintreten für Demokratie und Pluralismus eine Ermordung durch das NS-Regime nahe.
Nach dem Zweiten Weltkrieg erhielt neben den DGB-Gewerkschaften zuerst die Deutsche Angestellten-Gewerkschaft DAG eine Zulassung. Der DBV konnte sich erst am 16. Dezember 1952 wiedergründen und brauchte einige Jahre, um die Vorkriegs-Basis im Bankengewerbe wieder zu sammeln. Bereits in frühen Jahren konnten jedoch im Rheinland (Düsseldorf und Köln), in München und im Raum Hannover wieder zahlreiche Mitglieder gewonnen werden. 1970 benannte sich der DBV in Deutscher Bankangestellten-Verband um.
In den 1970er und 1980er Jahren wurde seitens der DGB-Gewerkschaften verstärkt versucht, kleinere Gewerkschaften die Gewerkschafts-Eigenschaft und damit die Tariffähigkeit durch Gerichtsentscheid abzusprechen. Auch gegen den DBV wurde 1981 eine entsprechende Klage durch die Gewerkschaft Handel, Banken, Versicherungen (HBV) eingereicht, 1989 stellte jedoch das Landesarbeitsgericht Düsseldorf letztinstanzlich die Gewerkschaftseigenschaft des DBV abschließend fest.

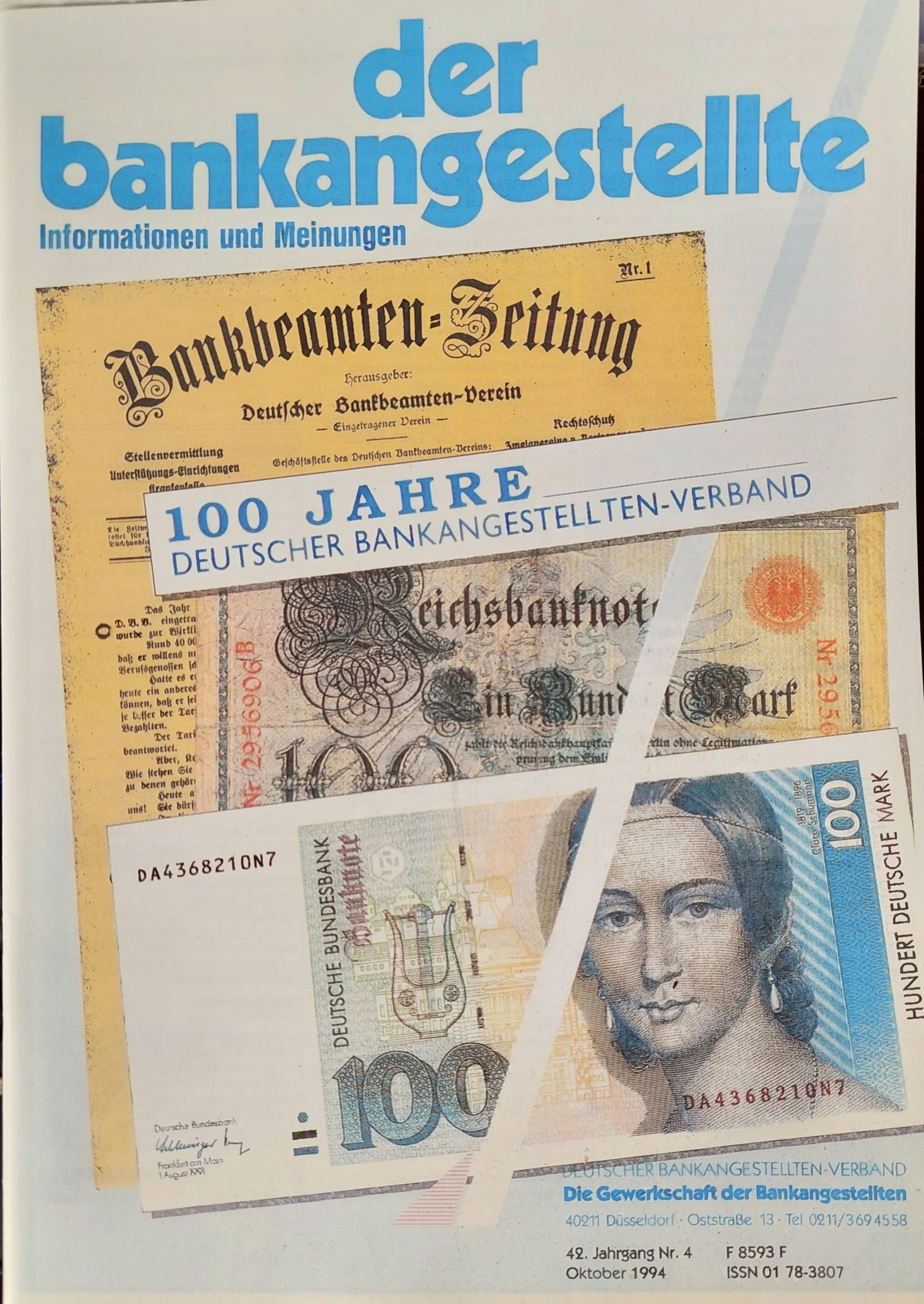
1994: 100 Jahre Arbeit des DBV in einem Jubiläumsheft.

1994 feierte der DBV im Rahmen einer Hauptversammlung sein 100-jähriges Bestehen am Gründungsort Magdeburg. Der Verband benannte sich in der Folge 2002 in "DBV – Gewerkschaft der Finanzdienstleister" um. Damit trug der DBV dem Allfinanz-Konzept Rechnung, nach dem sich immer mehr Banken und Versicherungen in Geschäftsmodell und Arbeits-Inhalten und -Formen für die Mitarbeiter annäherten und verflechteten. Viele Banken hatten sich zu Beginn der 1990er Jahre durch den Zukauf von Versicherungen verstärkt, ebenso zum Teil andersherum. Bestärkt wurde der DBV in seiner Strategie durch den Trend in den Großbanken, Abteilungen und Servicebereiche in selbständige Serviceunternehmen auszugliedern, die ohne Banklizenz tätig sein können. 2019 feierte der DBV dann das 125-jährige Bestehen im Stadion von Borussia Mönchengladbach.

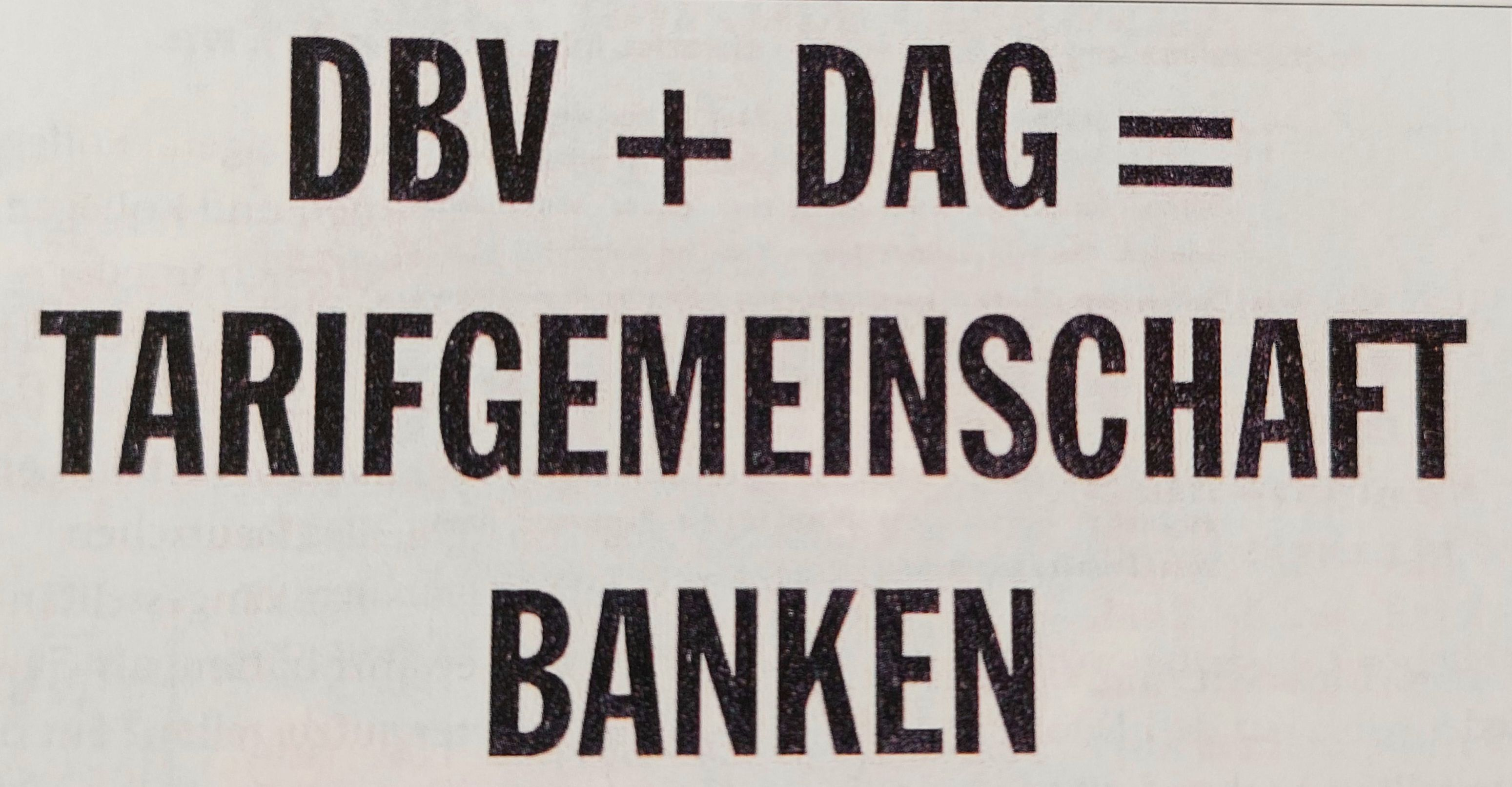
1985 ging der DBV mit der DAG eine Tarifgemeinschaft ein. 1988 erreichte die TG die 39-Stunden-Woche im Tarif des Bankgewerbes.

Der Beitritt der Deutschen Angestellten-Gewerkschaft (DAG) 2001 zu ver.di führte zu etlichen Übertritten von Mitgliedern und ehrenamtlichen Funktionären (Betriebsräte und Aufsichtsräte) in den DBV. Neben dieser Beitrittswelle in den Jahren 2001 und 2002 wächst der DBV kontinuierlich, trotz rückläufiger Beschäftigung im Kernbereich Bankenbranche.

## Aktuelle Themen

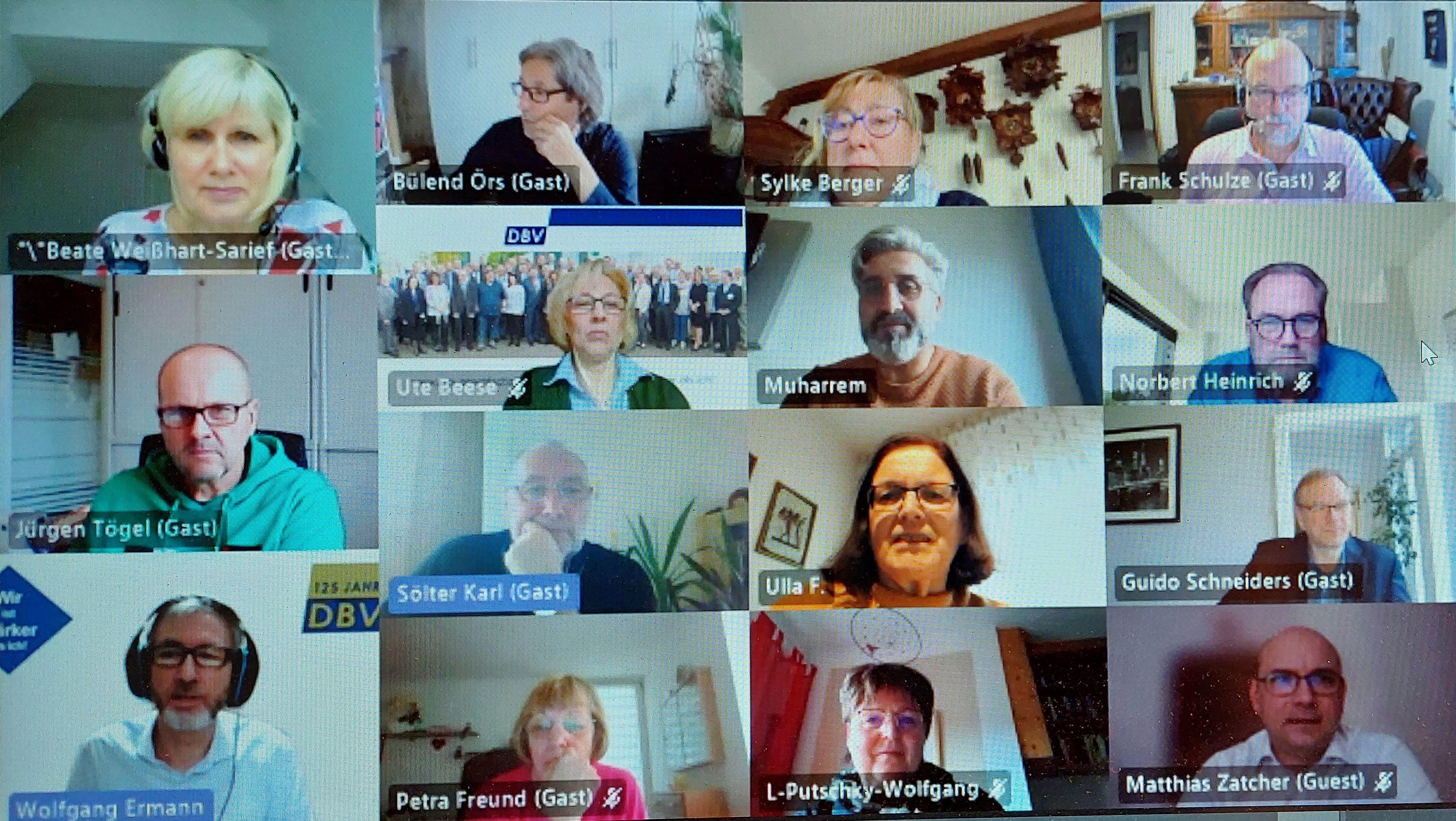
Dezentrales Arbeiten zeichnet sich durch häufige Videokonferenzen aus. Die Bedingungen des "neuen" Homeoffices müssen auch tariflich gefasst werden.

Im Mai 2019 zog der DBV Bilanz über 125 Jahre – und sieht sich weiter im Auftrag, auskömmliche Bezahlung und Arbeitsbedingungen für alle Beschäftigten in Banken, Versicherungen und Service-Gesellschaften sicherzustellen. Das heißt, nicht nur Bewährtes abzusichern – sondern zum Beispiel auch verbindliche Vereinbarungen zu verhandeln zu mobiler Arbeit / Homeoffice auch nach der Covid-19-Pandemie. Dezentrales Arbeiten – zumindest teilweise – streben mehr als zwei Drittel aller Kolleginnen und Kollegen an, mehr denn je. Diese Antworten auf das Leben zwischen Beruf, Familie und Privatem muss gefunden werden – als durchsetzbarer Anspruch, tariflich und passend zum Betrieb. Nach wie vor sind aber auch zwei oder drei Bürotage pro Woche gewünscht – das Gleichgewicht mit Homeoffice / mobiler Arbeit in ähnlichem Umfang müssen die Unternehmen der Finanzwirtschaft organisieren: Der DBV als Gewerkschaft befördert den neuen "Mix des Arbeitens", inklusive umfassender Übernahme von Kosten und Aufwand durch die Arbeitgeber – von der Büroausstattung über Gesundheitsschutz, Versicherung und Steuern bis hin zur Regelung von Haftung und Datenschutz.

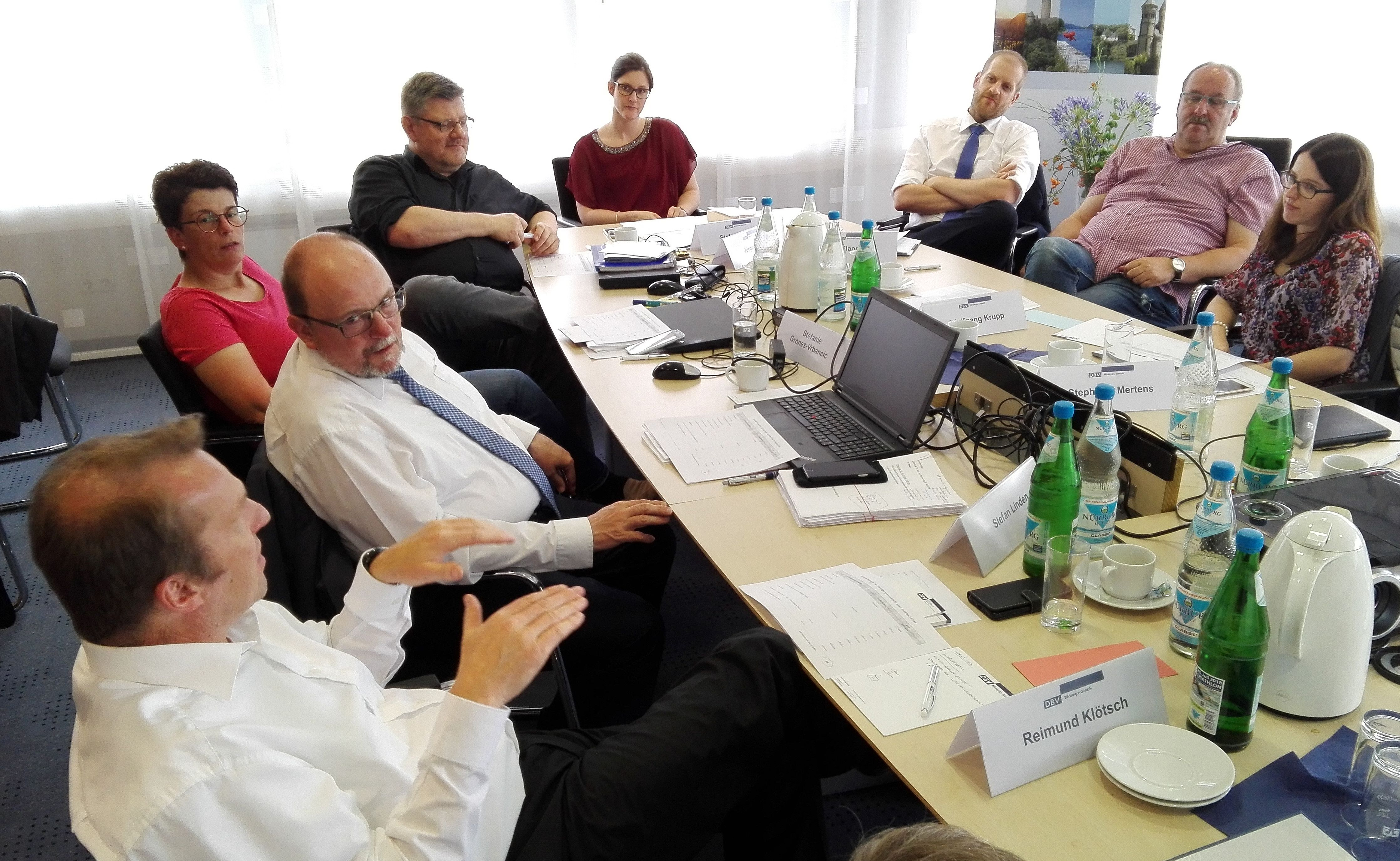
Weiterbildungen sind wesentlich, damit Beschäftigte mit der Entwicklung neuer Tätigkeiten Schritt halten können. Der DBV gibt selbst Seminare.

Ebenso wichtig bleibt allgemein die Absicherung der Beschäftigung von allen Kollegen in den Betrieben der Finanzwirtschaft. Kündigungsschutz und Standortgarantien schloss der DBV unter anderem in vielen Einheiten des Deutsche Bank-/Postbank-Konzerns ab und verlängert sie auch. Dies verhindert indes nicht den seit mehr als 20 Jahren andauernden und sich beschleunigenden Abbau von Arbeitsplätzen in Kernbereichen der Banken – besonders in dem immer weniger rentierlichen Filialgeschäft (weil Kunden immer mehr Bankgeschäft online erledigen) und den zuarbeitenden Service-Einheiten. Über alle drei Bankengruppen (Privatbanken, Genossenschaftsbanken, Sparkassen) hinweg verloren von 2003 bis 2021 zusammen rund 170.000 Angestellte ihren angestammten Arbeitsplatz. Folglich muss es passgenaue Versetzungs-Angebote und Weiterbildungen für alle Kolleginnen und Kollegen geben, damit sie auf zukunftsfeste Stellen gelangen. Auf neuen Geschäftskanälen (Online, App, Video) erbringen gut ausgebildete und motivierte Mitarbeiterinnen und Mitarbeiter nach wie vor hohe und steigenden Umsätze und Gewinne – das zeigen die Direktbanken wie die ING-DiBa, die DKB oder die Comdirect seit mehr als 10 Jahren, und immer mehr auch Fintechs wie N26, Solarisbank, Trade Republic, Scalable Capital oder Wefox. Diese Neuausrichtung können und müssen auch die klassischen Geldinstitute gehen – der DBV sieht sich hier als Unterstützer und kritischer Begleiter.

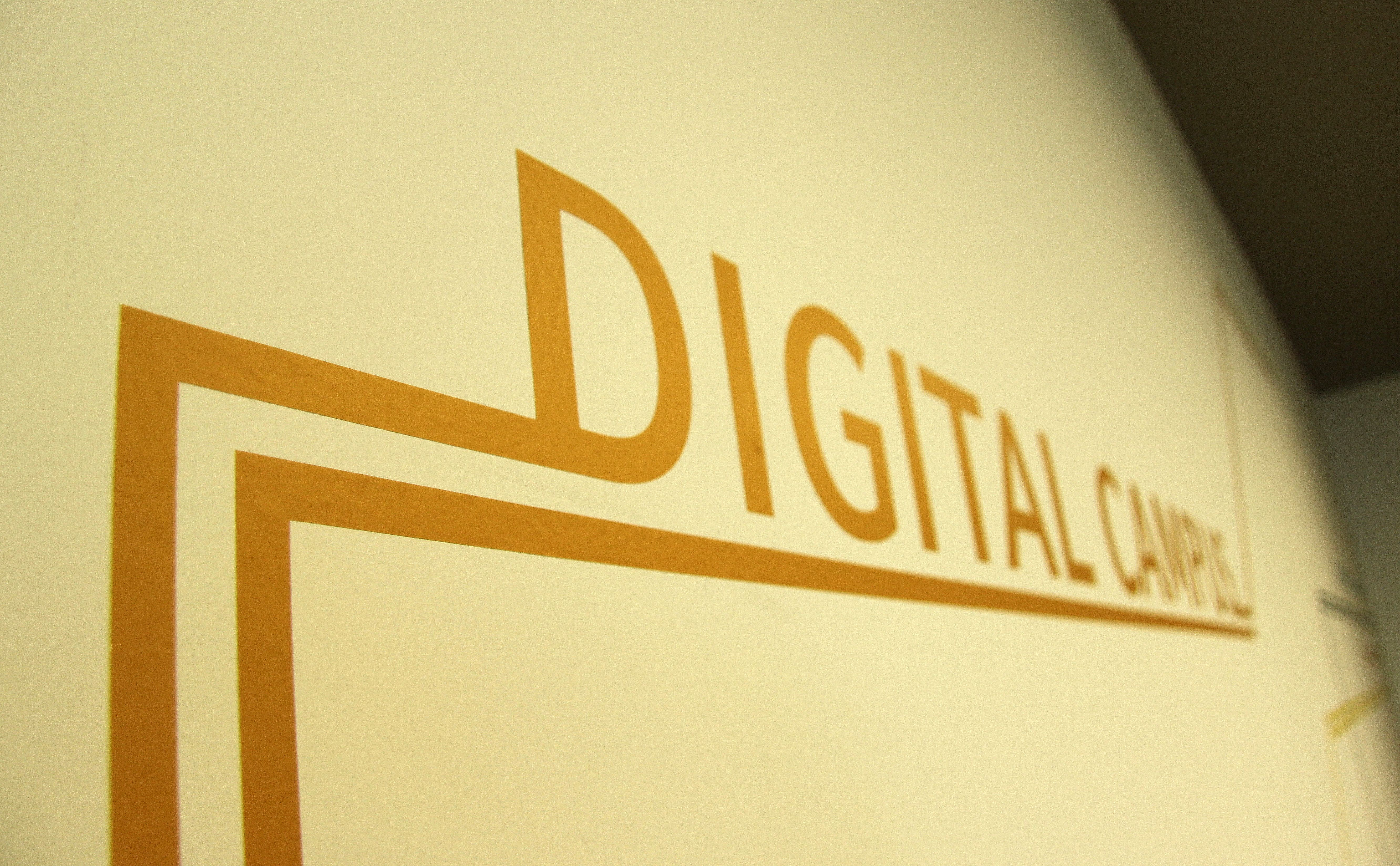
In vielen Bankbetrieben hat längst agiles Arbeiten auf digitaler Basis Einzug gehalten.

Dies gilt auch für die faire, lebensnahe Ausgestaltung von agiler Arbeit und die zunehmende Einbindung menschlicher Tätigkeiten in ein allumfassendes digitales Umfeld. Agile Arbeitsmethoden wie Scrum oder Kanban können Effektivität und Kreativität auch in vielen Teilbereichen der Finanzinstitute steigern – wenn sie begleitet werden von tatsächlichem Entscheidungsfreiraum der Teams und der einzelnen Mitarbeiterinnen und Mitarbeiter. Dafür nötig ist ein "Führen aus der Distanz", mit dem Vorgesetzte statt auf enge zeitliche, örtliche und prozessorale Kontrolle auf weitgehende Selbstverantwortung und nur noch Ergebnis-Abnahme und -Auswertung setzen. Dies ist oft ein Teil der Digitalisierung, die sich in der Arbeitswelt als Teil der "Arbeit 4.0" zeigt. Das "Neue Arbeiten" auf Basis von immer mehr Technik sowie verbreitertem und zugleich vertieftem Wissen lässt sich nicht aufhalten und muss daher aus Arbeitnehmersicht fortwährend sinnvoll gestaltet werden. Als Beispiel können die Stellenprofile der Online-Kundenberatung dienen – die sich immer schneller verändern. Neben dem grundlegenden bankfachlichen Wissen (Anlageklassen, Kreditkompetenz …) benötigen die betreffenden Mitarbeiterinnen und Mitarbeiter wesentlich größere kommunikative Fertigkeiten für die Beratung von Kunden über Bildschirm oder Tonleitung, sowie auch erweiterte technische Kenntnisse (kurzfristige Behebung von System-Schwächen oder -Ausfällen, gerade bei dezentraler Arbeit …). Für den DBV ergibt sich hier die Aufgabe, die gewachsenen Anforderungen an diese Stellen tariflich adäquat einzupreisen, damit "digital-zentrierte" Tätigkeiten angemessen, im Regelfall also meist höher vergütet werden.

## Organisation in den Betrieben – Durchsetzbarkeit von Forderungen

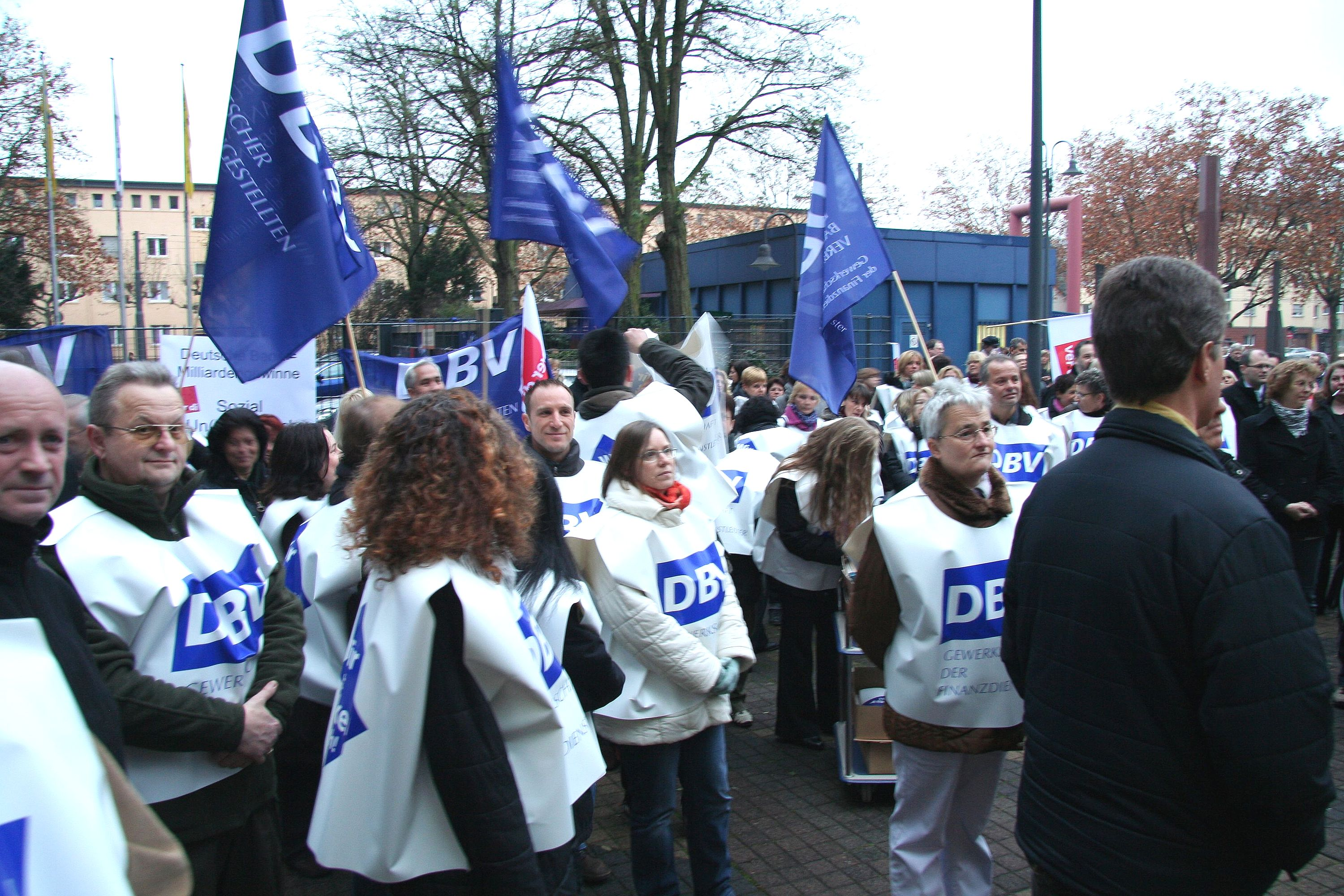
Streik der Beschäftigten der BCB AG der Postbank in Frankfurt Ende 2011.

Der DBV ist in allen größeren Banken und Versicherungen durch Mitglieder vertreten. Der Organisationsgrad ist jedoch (wie bei allen anderen Gewerkschaften der Branche) nach wie vor gering, nur in wenigen Häusern liegt er bei 30 bis 40 % der Beschäftigten. Als Grund wird vielfach gesehen, dass viele Arbeitnehmerinnen und Arbeitnehmer in der Finanzbranche ihren Besitzstand (noch) als ausreichend oder zufriedenstellend ansehen, gerade im Vergleich mit anderen Wirtschaftszweigen. Zusätzlich haben manche Beschäftigte eher begrenzte Erwartungen, dass die Gewerkschaften für sie persönlich entscheidende Verbesserungen erreichen können. Deshalb treten sie eher selten in eine Gewerkschaft ein, die ihre Rechte ausbauen und sichern könnte. Auf diese Entwicklung müssen die heutigen Gewerkschaften reagieren, indem sie den Beweis erfolgreicher Aktionen und Verhandlungen für ihre Mitglieder erbringen. Im Falle persönlicher Betroffenheit (vor oder während konkretem Stellenabbau, Betriebsschließungen oder drohender Einschnitte in Tarifverträge) steigen die Eintrittszahlen und auch die Bereitschaft zur Teilnahme an Arbeits-Niederlegungen indes deutlich, wodurch die Gewerkschaften ihren Druck auf die Arbeitgeberseite erhöhen können, anschließend in Verhandlungen eine Absicherung des Status quo oder / und neue Rechte für die Beschäftigten durchzusetzen.
In den Großbanken ist der DBV insbesondere bei den Mitarbeitern der Deutschen Bank (und ihrer Tochter-Gesellschaften) sowie der HypoVereinsbank (UniCredit) stark vertreten. Weitere Schwerpunkte sind die ING-DiBa, die DekaBank Deutsche Girozentrale, die Targobank, die Reisebank und die Bayerische Landesbank, aber auch die Allianz-Group und der Software-Hersteller SAP, der einen großen Banking-Bereich betreibt. Aufgrund der Tarifführerschaft im genossenschaftlichen Bankensektor ist der DBV heute die mit Abstand mitgliederstärkste Gewerkschaft bei den Primärbanken des Sektors (Volks- und Raiffeisenbanken).
Bekanntestes DBV-Mitglied ist der ehemalige Bundesgesundheitsminister Daniel Bahr (FDP).

## Verbandsmitgliedschaften
Der DBV – Gewerkschaft der Finanzdienstleister, ist verbandsunabhängig. Es jedoch existiert seit 2008 eine Tarifgemeinschaft mit dpvkom und komba-Gewerkschaft (unter Geschäftsführung der dbb Tarifunion). Eine Absicht, dem dbb Beamtenbund und Tarifunion als Mitglied beizutreten, besteht nach Aussagen des DBV-Vorstandes nicht. Eine 2017 vereinbarte Tarifgemeinschaft mit ver.di für die Volks- und Raiffeisenbanken läuft dagegen faktisch ins Leere, da ver.di kein Tarifpartner für den Sektor mehr ist.

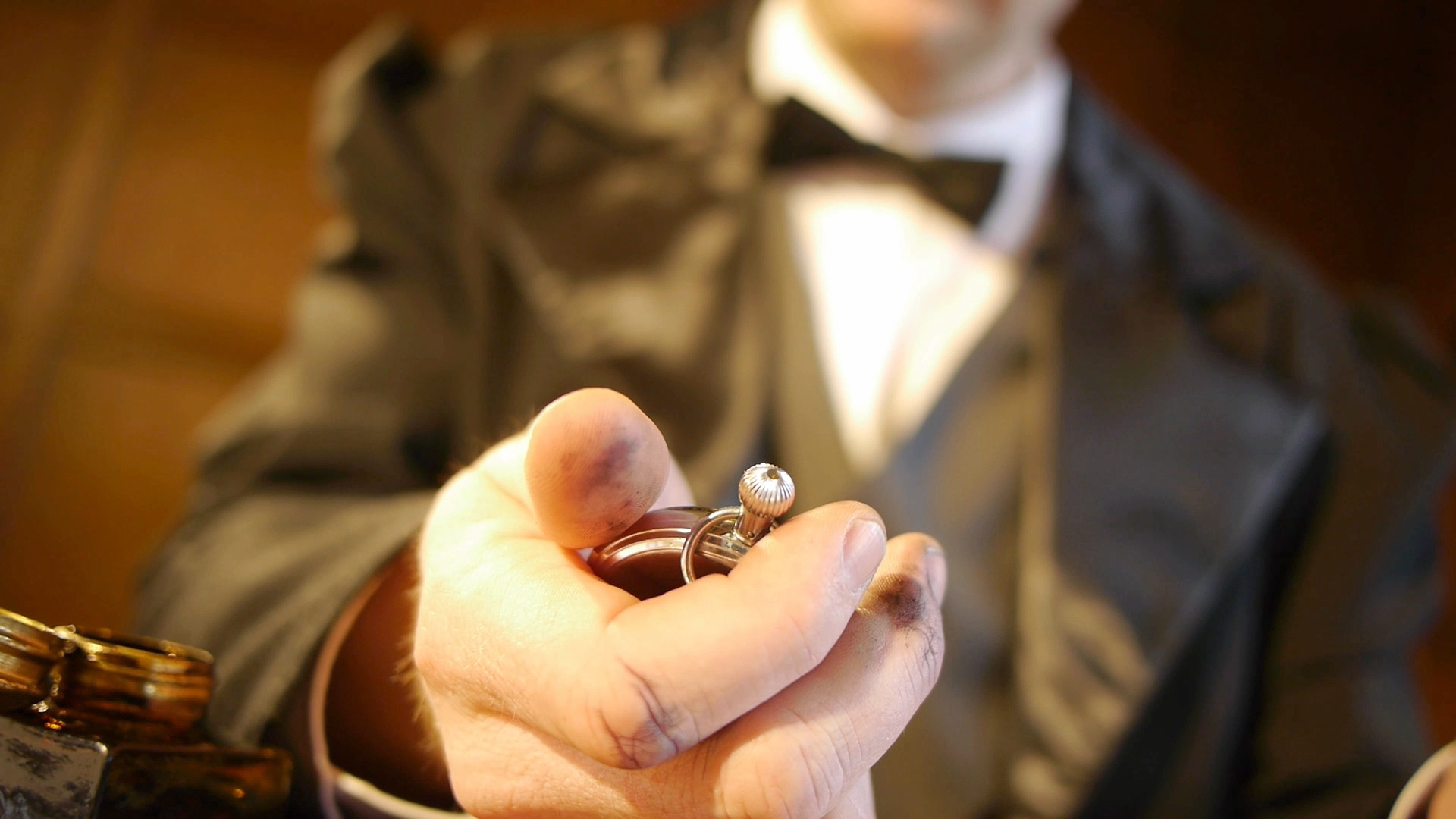
Der DBV suchte stets Verbindungen im liberal-unabhängigen Gewerkschaftsumfeld.

Zwischen 1919 und 1923 gehörte der DBV – Gewerkschaft der Finanzdienstleister dem DGB (Dachverband der christlichen Gewerkschaften während der Weimarer Republik) sowie dem Gesamtverband der Deutschen Angestelltengewerkschaften (Gedag) als Gründungsmitglied an. Insbesondere mit dem Gedag kam es aufgrund einer immer deutlicher hervortretenden völkischen, antisemitischen und frauenfeindlichen Ausrichtung des Gedag jedoch schnell zu Spannungen, die im Jahre 1923 zum Austritt des DBV führten. Die Gewerkschaft schloss sich in der Folge dem linksliberal orientierten Gewerkschaftsring deutscher Angestellten-, Arbeiter- und Beamtenverbände an (selbst Mitglied der Hirsch-Dunckerschen Gewerkvereine) und galt insbesondere den aufkommenden Nationalsozialisten von da an als „verjudet“. Bei der Auflösung des DBV 1933 zu Gunsten des Deutschnationalen Handlungsgehilfenverbandes spielten wohl auch alte Rechnungen eine Rolle, der gesamte ehemalige Vorstand des DBV wurde jedenfalls kurzfristig aus der neuen Organisation ausgeschlossen.
Vor dem Hintergrund dieser Erfahrungen hat der DBV bei seiner Neugründung jede Mitgliedschaft in einem Verband oder Gewerkschaftsbund vermieden. Überraschend für Beobachter kam es daher 2008, als der DBV mit den dbb-Mitgliedsgewerkschaften DPVKOM und komba eine Tarifgemeinschaft, vorerst auf die Postbank beschränkt schloss, die sich später sogar der Geschäftsführung der Tarifunion unterstellte.

## Vorstand
- Bundesvorsitzender: Stephan Szukalski
- Stellvertretende Bundesvorsitzende: Jürgen Tögel, Ulrich Probst, Stefan Linden
- Weitere Vorstandsmitglieder: Sigrid Betzen (Bundesgeschäftsführerin), Christian Schulz, Marcus Bourauel

## Regionalverbände
Der Gewerkschaft gliedert sich derzeit in 6 Regionalverbände:
- Regionalverband Nord
- Regionalverband West
- Regionalverband Mitte
- Regionalverband Ost
- Regionalverband Süd
- Regionalverband Süd-West